# New Zealand World Cup
La New Zealand World Cup és com es coneix de manera formal les dues curses ciclistes disputades a Nova Zelanda que varen formar part de la Copa del Món femenina. De 1999 a 2002 es va fer la World Cup Hamilton City que es corria a Hamilton. Després d'una anys de pausa, la cursa va passar a Wellington i s'anomenà Wellington Women's World Cup.

## Palmarès
| Any                          | Vencedora        | Segona           | Tercera             |
| World Cup Hamilton City      |                  |                  |                     |
| ---------------------------- | ---------------- | ---------------- | ------------------- |
| 1999                         | Roberta Bonanomi | Gunn-Rita Dahle  | Tracey Gaudry       |
| 2000                         | no disputada     | no disputada     | no disputada        |
| 2001                         | Anna Millward    | Mirjam Melchers  | Zinaida Stahurskaia |
| 2002                         | Petra Rossner    | Rochelle Gilmore | Hanka Kupfernagel   |
| Wellington Women's World Cup |                  |                  |                     |
| 2005                         | Suzanne de Goede | Linda Villumsen  | Tina Pic            |
| 2006                         | Sarah Ulmer      | Oenone Wood      | Ina-Yoko Teutenberg |